# Анич, Дарко
Дарко Анич (род. 30 апреля 1957, Задар) — французский шахматист, гроссмейстер (1999).
Шахматами Анич начал заниматься только в 14 лет, заинтересовавшись телевизионными комментариями к партиям Роберта Фишера в матчах претендентов 1971 года. Всего через три года он уже стал чемпионом своего родного Задара, в 1979 году чемпионом Далмации и в 1985 году — чемпионом Хорватии.
На Открытом чемпионате Канн 1987 года Анич познакомился со своей будущей женой и в конце того же года переехал во Францию. В 1989 году он получил звание международного мастера. С 1991 по 2000 год Анич ежегодно участвовал в чемпионатах Франции и в 1997 году завоевал звание вице-чемпиона страны. В 1999 году ему было присвоено звание гроссмейстера.
С 1992 года по поручению Федерации шахмат Франции Анич занимался проведением отборочных соревнований «Cadets-Juniors» на юге страны. В том же году он сопровождал юношескую сборную Франции на неофициальном чемпионате Европы в Борм-ле-Мимоза, где она выиграла все свои матчи. В дальнейшем Анич входил в тренерскую бригаду юношеских сборных Франции на чемпионатах мира 1999, 2001, 2004 и 2005 годов и чемпионатах Европы 2005 и 2008 годов, а в 2004 году был тренером и капитаном национальной сборной на шахматной олимпиаде в Испании. В 1995 году Дарко, получивший педагогическое образование в Загребе, и его жена Моник основали Institut Le Cavalier Bleu — первую французскую школу шахмат по переписке с индивидуальным мониторингом.

## Изменения рейтинга
| Графики недоступны из-за технических проблем. См. информацию на Фабрикаторе и на mediawiki.org. |